# ایاز احمد
ایاز احمد (انگلیسی: Ayaaz Ahmed؛ زادهٔ ۲۰ ژوئیهٔ ۱۹۹۶) بازیکن فوتبال اهل مالدیو است.
وی همچنین در تیم ملی فوتبال مالدیو بازی کرده است.